# Janne Laukkanen
Janne Laukkanen (Lahti, 19 marzo 1970) è un ex hockeista su ghiaccio finlandese.

## Palmarès

### Olimpiadi invernali
- 2 medaglie:
  - 2 bronzi (Lillehammer 1994; Nagano 1998)

### Mondiali
- 3 medaglie:
  - 3 argenti (Praga 1992; Milano 1994; Svizzera 1998)